# عبد المولى نجمي
عبد المولى نجمي هو خطاط مغربي من مواليد سنة 1913، ويُقيم بمدينة آسفي. يعتبر شيخ الخطاطين في المغرب.

## مسيرته
حفظ القرآن الكريم وكتب المصحف كاملا بخطه في سن مبكرة بالبادية المغربية حيث ولد ونشأ. ألهمته نسخة نادرة من القرآن الكريم ورثها عن أجداده عمرت لأزيد من خمسة قرون، كتبت بخط مميز، ليتعلق بهذا الفن ويُبدع فيه.
جال نجمي منتقلا بين مدارس علمية متعددة. وقد كتب في حياته أكثر من خمسمئة لوحة فنية، بأسلوبه الخاص الذي يجمع بين الرسم والعمارة.
شارك الشيخ نجمي في معارض فردية وجماعية بالداخل والخارج، وحاز على جوائز متعددة.